# واين هودسون
واين هودسون (25 يونيو 1959 في نيوزيلندا - 20 أغسطس 2013) (بالإنجليزية: Wayne Hodgson)‏ هو لاعب كريكت نيوزلندي.

## وصلات خارجية
- واين هودسون على موقع إي آس بي آن كريك إنفو (الإنجليزية)